# Berlin-Ramelau
Die Berlin-Ramelau wird als ein seegehendes Fährschiff im Dienste der Regierung Osttimors eingesetzt. Den Namensbestandteil Berlin verdankt sie dem Umstand, dass das Schiff zum Teil von Deutschland finanziert wurde.

## Geschichte

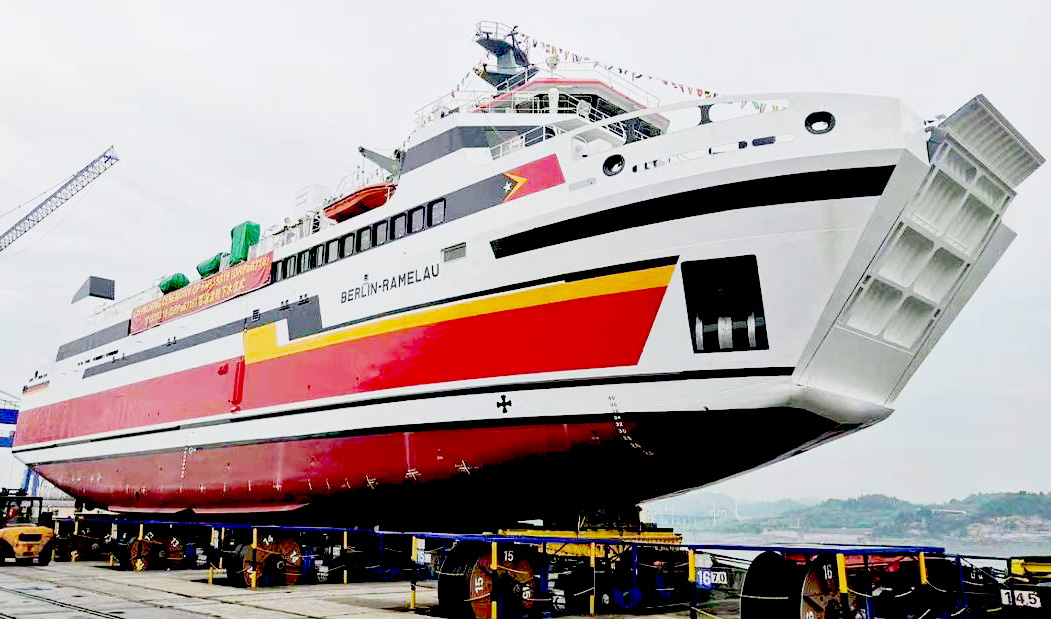
Die Berlin-Ramelau vor dem Stapellauf

Die Berlin-Ramelau wurde von der niederländischen Damen Shipyards Group im chinesischen Yichang gebaut. Wie bei ihrer Vorgängerin, der Berlin Nakroma, weist der Namensteil „Berlin“ auf die Teilfinanzierung des Schiffes durch Deutschland hin. Ramelau ist der höchste Gebirgszug in Osttimor mit dem Tatamailau als Gipfel. Von den Baukosten übernahmen die deutsche Regierung und die KfW 7,8 Millionen Euro und 7,1 Millionen Euro die Regierung Osttimors als spätere Eigentümerin. Am 31. März 2019 wurden die Pläne für die Nakroma II vorgestellt. Basic Design, internationale Ausschreibung und Auswahl der Werft, Baubegleitung und technische Abnahmen übernahm das Bremerhavener Ingenieurbüro Dr. Möller GmbH. Der Stapellauf der Berlin-Ramelau fand am 10. Mai 2021 in Anwesenheit des osttimoresischen Botschafters in China, Abrão dos Santos, und des deutschen Botschafters in China, Clemens von Goetze, statt.
| Dili |

| Pante Macassar |

| Beloi/Atauro |

| Manatuto |

| Baucau |

| Lautém |

| Beaco/Viqueque |

Im September reisten Vertreter der Hafenaufsicht Osttimors (APORTIL) zur technischen Abnahme nach China. Das Schiff lief am 10. Dezember 2021 zum ersten Mal in Dili ein. Am nächsten Tag führte der Lian Nain des „Haus der Riten“ (Uma Lisan) von Karketu und Motael eine traditionelle Zeremonie durch. Die Leber des geopferten Huhns verheißt für die Zukunft des Schiffes alles Gute. Am 20. Dezember erfolgte die offizielle Übergabe des Schiffes an die Regierung Osttimors. Der Vertreter der GIZ kündigte an, dass Deutschland den Bau eines Docks übernehmen wolle, um die Wartung der Berlin-Ramelau und der Berlin Nakroma zu erleichtern.
Neben der bisherigen Route der Vorgängerin Berlin Nakroma zwischen Dili, Oe-Cusse Ambeno und Atauro soll die Berlin-Ramelau zusätzlich über Manatuto, Baucau und Lautém an die Südküste nach Viqueque fahren.
Am 17. April 2022 wurde die Berlin-Ramelau am Pier des Hafens von Pante Macassar oberhalb der Wasserlinie beschädigt.

## Technische Daten

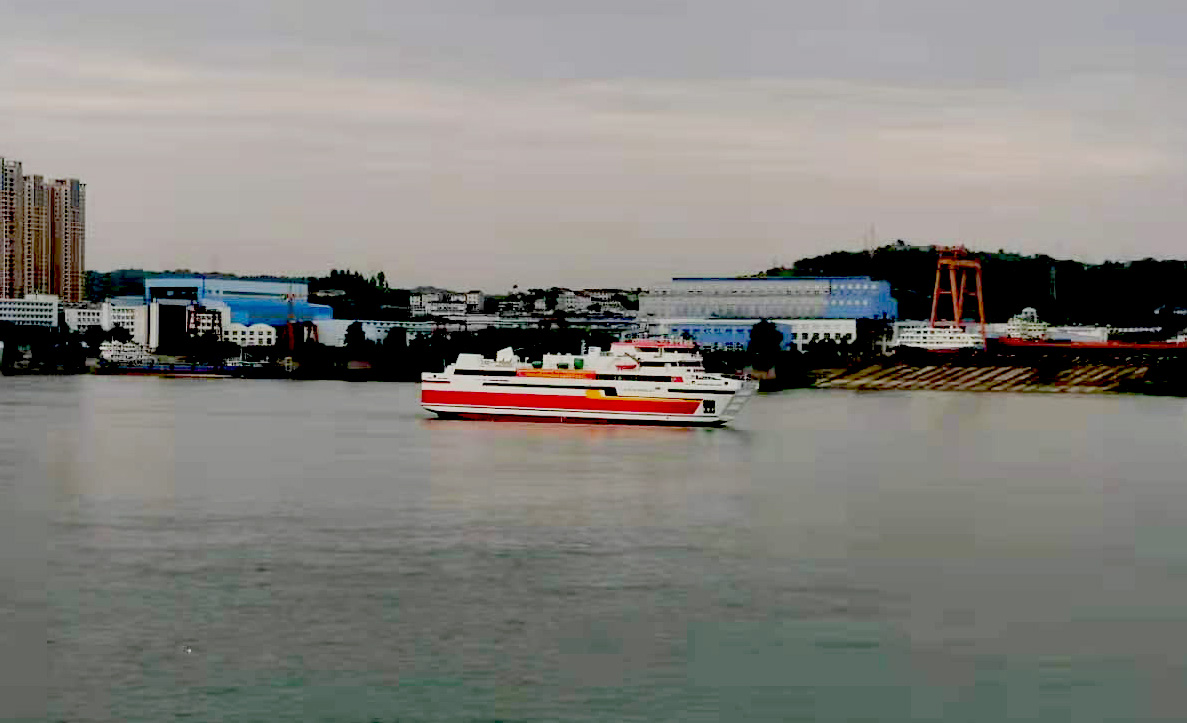
Die Berlin-Ramelau nach ihrem Stapellauf am 10. Mai 2021

Die Berlin-Ramelau ist 67,30 Meter lang, 16,00 Meter breit und hat einen Tiefgang von 3,30 Metern. Das Deck liegt auf 4,80 Metern Höhe. Die Höchstgeschwindigkeit beträgt 10 bis 12 Knoten. Das Schiff kann über eine am Bug angebrachte Rampe im RoRo-Verfahren be- und entladen werden. Es kann bis zu 380 Passagiere und 15 Autos an Bord nehmen. Dazu kommen 840 Tonnen Fracht. Die Besatzung besteht aus 16 Personen.
Die Motoren stammen aus Japan.

## Registrierung

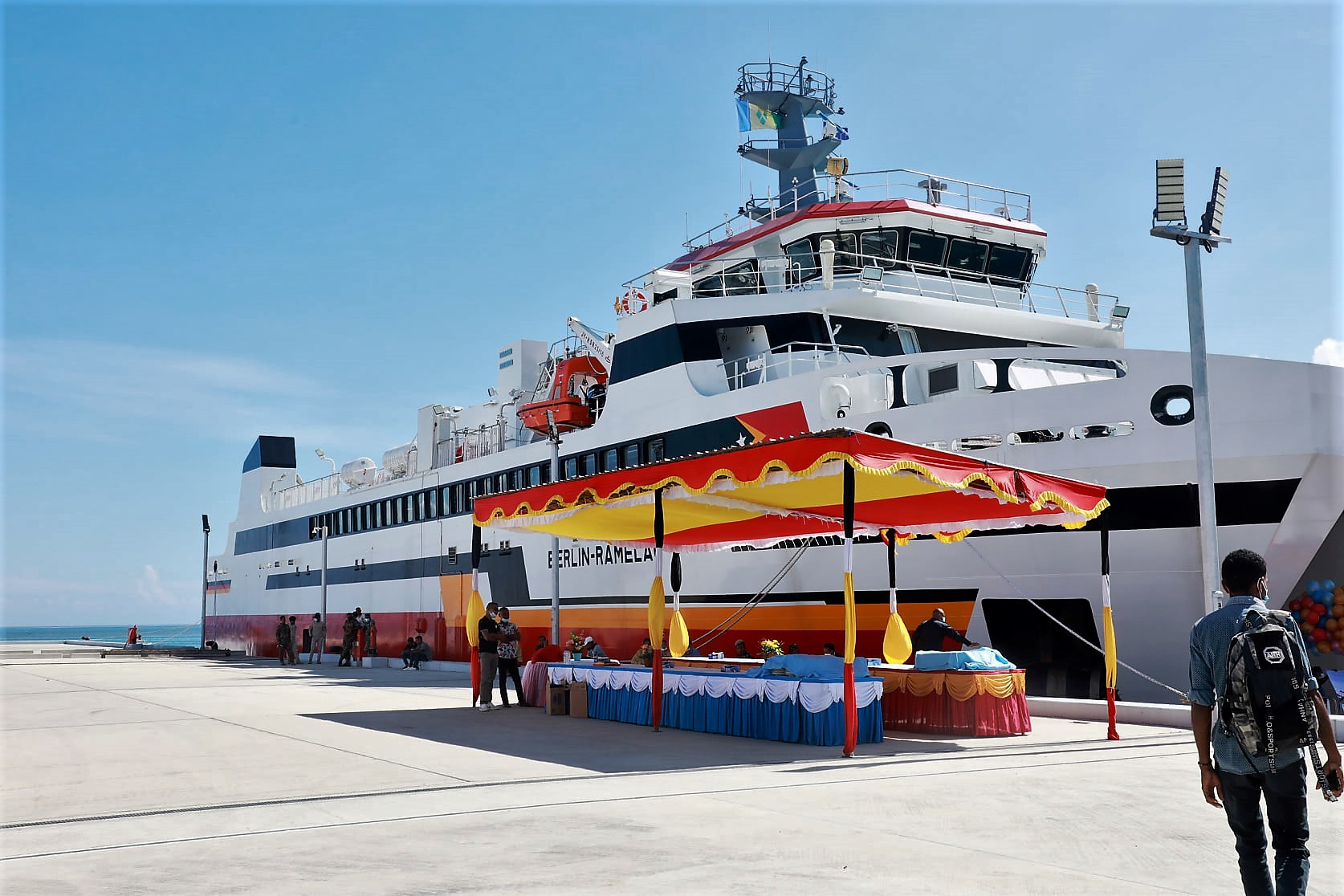
Die Berlin-Ramelau am Tag der offiziellen Übergabe. Am Mast die Flagge von St. Vincent und den Grenadinen

Obwohl schon länger ein nationales Schiffsregister geplant ist, fehlt ein solches noch immer in Osttimor. Bereits die Berlin Nakroma setzte zwar die Flagge Osttimors und hatte auf dem Rumpf den Heimathafen Dili angegeben, soll aber zumindest zeitweise in Indonesien mit dem Heimathafen Jakarta registriert gewesen sein. Die Berlin-Ramelau ist nun in Kingstown, der Hauptstadt von St. Vincent und die Grenadinen, registriert.